# Джамьянг Шэпа
Чжамья́н-ша́дба, или Джамья́нг Шэ́па (тиб. འཇམ་དབྱངས་བཞད་པ་, Вайли  'jam dbyangs bzhad pa, кит. 嘉木樣協巴) — один из главных титулов в тибетском буддизме (уступающий лишь Далай-ламе и Панчен-ламе), известный по трудам российских востоковедов начала XX века. Закреплён за «перерождениями» (тулку) ламы Нгаванга Цонду[я], основателя монастыря Лабранг. Нынешний носитель титула — шестой по счёту.

## История
Джамьянг Шэпа (Чжамьян-шадба) — старая и прославленная (по крайней мере, в рамках тибето-монгольского буддийского мира) традиция «перерождений», восходящая ко временам «гелугпинского» расцвета Тибета (XVII век). 
Её появление связано с именем Нгаванга Цондуя (ngag dbang brtson 'grus, 1648—1721), учёного и мыслителя из «страны тангутов» — Амдо.
В возрасте девятнадцати или двадцати лет Нгаванг отправился за получением буддийского классического образования в Центральный Тибет. Там он, по выражению Г. Цыбикова, «обнаружил прекрасные способности и был в близких отношениях с пятым, „Великим“, далай-ламой», который посвятил молодого амдосца в гелонги. 
Вскоре произошло ещё более удивительное событие. Согласно традиционным источникам, в Лхасе, в храме Джоканг старинное рисованное изображение на стене отчётливо улыбнулось стоявшему напротив Нгавангу. После этого случая Цзондуя стали называть «Джамьянг Шэпа», что значит «Улыбающийся Манджугхоша».
Пройдя курс традиционных буддийских дисциплин, Джамьянг Шэпа приступил к собственным изысканиям в области философии, опираясь на традиции мадхьямака-прасангики и йогачары. Помимо этого он активно занимался тантрическими практиками, посвятив йоге в общей сложности около двух десятков лет. За духовные подвиги буддийское сообщество нарекло монаха «всеведущим» (kun mkhyen).
Авторитет Нгаванга Цондуя среди монашества и простых послушников был столь высок, что в 1700 году его пригласили возглавить философский факультет (mtshan nyid grwa tshang) крупнейшего тибетского монастыря-университета Дрепунг (Дэпунг). Работая в Дрепунге, он написал несколько фундаментальных трактатов по гносеологии, буддийской логике, абхидхарме и другим предметам. Эти сочинения были приняты в качестве основных учебников (yig cha) в большинстве дацанов Тибета, Монголии и Бурятии. Оценивая вклад Цондуя в буддийскую науку (особенно в теорию шуньяты) и образование, один из популярных современных учителей Дхармы заметил: «Он написал ещё более детальные комментарии к учению о пустоте, чем сам лама Цонкапа. Его труды [в этой области] просто незаменимы…».
В 1703 году в Лхасу из Амдо приехал олётский князь Гандэн-Эрдэнэ-Джунанг. Он попросил Джамьянга Шэпу вернуться на родину. Учёный обещал это сделать, взяв с гостя ответное обещание помочь построить в тангутских краях большой монастырь.

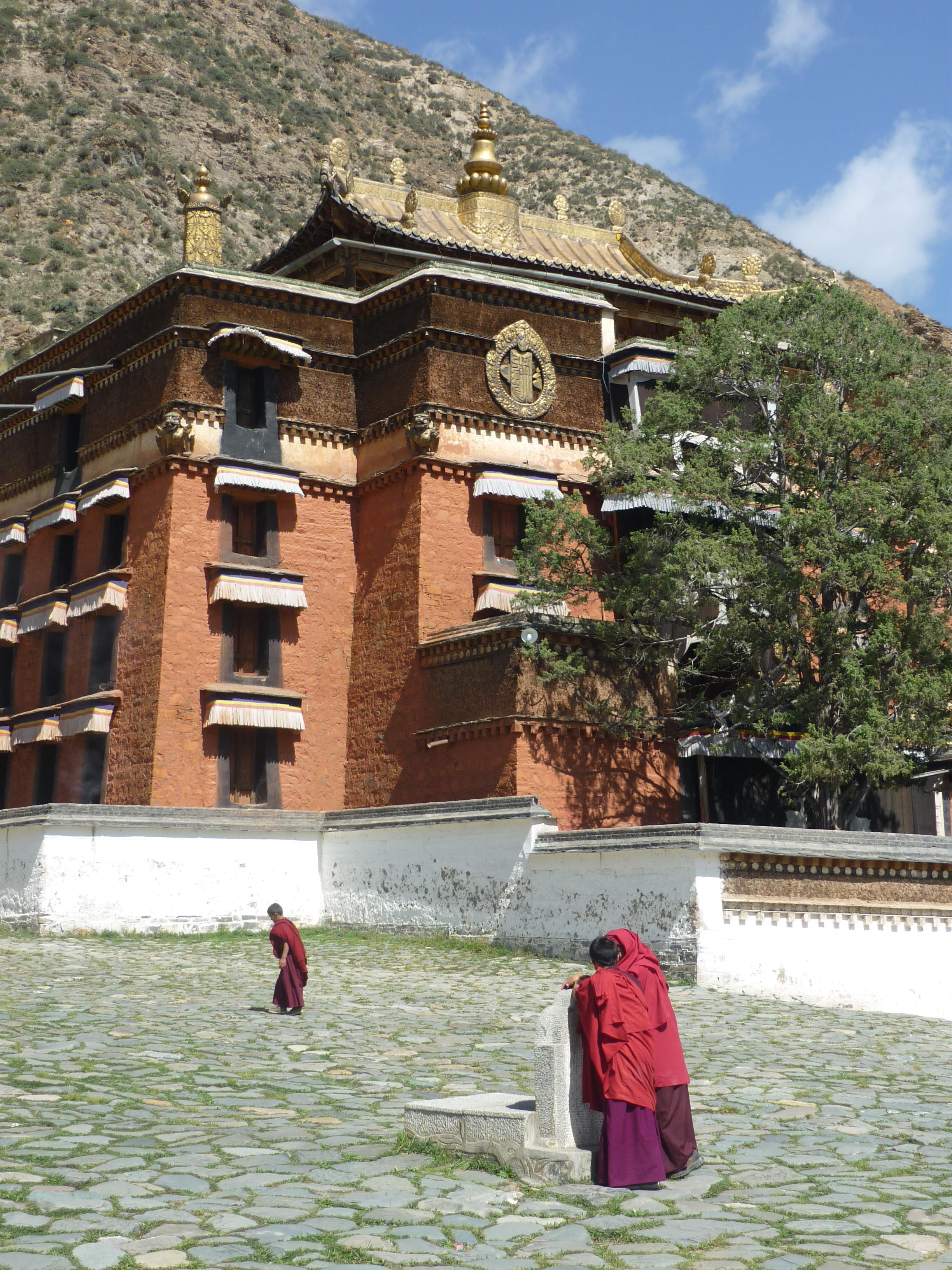
Монастырь Лабранг

В 1708 году «всеведущий» возвратился в Амдо. Спустя год он основал в долине реки Сангчу монастырский комплекс, получивший название Лабранг (bla-brang). По замыслу амдосцев, это место должно было стать новой цитаделью образцовой учёности и альтернативой прославленным столичным монастырям. Лабранг создавался по образу и подобию буддийских университетов средневековой Индии. В учебном процессе были задействованы программы, разработанные Нгавангом Цондуем в Дрепунге, применявшаяся в Дрепунге методика ведения диспутов. Стремясь к определённой независимости от Центрального Тибета, «основатель монастыря ввёл традицию присвоения учёных степеней своим учащимся», что было уникальным случаем «для окраинного тибетского монастыря традиции гелуг». 
Предпринятые усилия привели к тому, что Лабранг стал одним из крупнейших центров буддийского образования в Центральной Азии. За знаниями и степенями сюда ехали буддисты из Монголии и Забайкалья.
Нгаванг Цондуй ушёл из жизни в 1721 году. По словам агиографа, «в конце последовательного проявления трёх [уровней] пустотности ради того, чтобы приобщить к Учению бренных существ, [Богдо] погрузил природу мудрости великого блаженства, находившейся в единении всех [уровней] несубстанциональности и абсолютной истины, в сферу дхармакаи». Через несколько лет амдоские монахи объявили о том, что их учитель переродился.

## Современность
Нынешний Джамьянг Шэпа, Лобсанг Джигме Тхубтэн Чокьи Ньима — уже пятое «воплощение» первого. Он родился в 1948 году. Это известный религиозный и политический деятель, заместитель председателя Буддийской ассоциации Китая и директор Китайской академии тибетского языка. Не выступает в оппозиции официальной политике КНР, но при этом лоббирует восстановление тибетских монастырей, пострадавших в ходе «культурной революции».